# Pallopteridae
Pallopteridae es una familia de dípteros braquíceros con unas 60 especies de distribución mundial.

## Géneros
Se reconocen los siguientes:
- Aenigmatomyia
- Eurygnathomyia
- Gorbunia
- Heloparia
- Homaroides
- Maorina
- Morgea
- Neomaorina
- Palloptera
- Pseudopyrgota
- Sciochthis
- Temnosira
- Toxoneura